# Mr. District Attorney
Mr. District Attorney é um filme de drama policial estadunidense de 1947 dirigido por Robert B. Sinclair e estrelado por Dennis O'Keefe, Adolphe Menjou e Marguerite Chapman. O filme foi baseado em uma popular série de rádio de mesmo nome criada por Phillips Lord.

## Elenco
- Dennis O'Keefe como Steve Bennett
- Adolphe Menjou como Craig Warren
- Marguerite Chapman como Marcia Manning
- Michael O'Shea como Harrington
- George Coulouris como James Randolph
- Jeff Donnell como Miss Miller
- Steven Geray como Berotti
- Ralph Morgan como Ed Jamison
- John Kellogg como Franzen